# Jennifer Ringley
Jennifer Kaye Ringley (Harrisburg, Pensilvania, 10 de agosto de 1976) es una personalidad de Internet y ex "lifecaster". Es conocida por la creación de la popular página web JenniCam. Hasta la aparición en 1996 de Jennicam algunas cámaras en vivo transmitían planos estáticos a través de ventanas u orientados, por ejemplo, a una cafetera. La innovación de Ringley fue permitir que los usuarios simplemente vieran su actividad cotidiana a través de una webcam encendida 24 horas. Fue la primera "lifecaster" en la web. En junio de 2008, CNET aclamó a JenniCam como uno de los mejores sitios web de la historia desaparecidos.

## JenniCam
Considerada por algunos como artista conceptual,  Ringley concibió su sitio como una simple documentación de su vida. No deseaba editar los eventos que se mostraban a través de la cámara, por lo que a veces la cámara la exhibió desnuda y también su actividad sexual, incluyendo relaciones sexuales y masturbación.
Este nuevo uso de Internet fundado por Ringley se constituyó en una funcionalidad nueva de la tecnología de Internet y, mientras que algunos espectadores se interesaron en sus implicaciones sociológicas, otras audiencias encontraron en Jennicam excitación sexual. La página web JenniCam coincidió con el incremento de la vigilancia como característica de la cultura popular, ejemplificada por la película The Truman Show (1998) y reality shows como Gran Hermano, como una característica del arte contemporáneo y de los nuevos medios de comunicación.
Desde un punto de vista sociológico, JenniCam fue un importante primer ejemplo de cómo Internet podría crear un sujeto cyborg mediante la integración de imágenes humanas con Internet. Como tal, JenniCam preparó el terreno para el debate sobre la relación entre la tecnología y el género.
El deseo de Ringley de mantener la pureza del resultado de las imágenes que generaba el ojo de la cámara sobre su vida, creó finalmente la necesidad de establecer que ella estaba en su derecho como adulto de transmitir dicha información -en un sentido jurídico-, y que no era perjudicial para otros adultos. A diferencia de los servicios de modelo de cámara web posteriores con fines de lucro, Ringley no pasó los días mostrando su cuerpo desnudo y pasó mucho más tiempo hablando de su vida romántica que de su vida sexual.
Ringley mantuvo su sitio de webcam durante siete años y ocho meses.
Fuentes indicaron que JenniCam recibió más de 100 millones de visitas semanales. Nate Lanxon de CNET dijo "recuerda que esto es 1996 y la Web como la conocemos ahora apenas había perdido su virginidad, y mucho menos había dado a luz al hijo de Dios que conocemos como la moderna Internet."

### Orígenes
El 3 de abril de 1996, durante su primer año en la Universidad de Dickinson en Carlisle, Pensilvania, la joven de 19 años Jennifer Ringley instaló una webcam en su dormitorio de la universidad y difundió las imágenes de esa cámara a través una página web en tiempo real. La página web se actualizaría automáticamente cada tres minutos con la imagen más reciente tomada por la cámara. Al principio cualquier persona con acceso a Internet podía observar los acontecimientos, a menudo mundanos, de la vida de Ringley, aunque pocos meses después de su inicio Ringley comenzó a cobrar a los espectadores por el acceso total a las imágenes. JenniCam fue uno de los primeros sitios web que de forma continua y voluntaria examinó una vida privada. Su primera webcam contenía sólo las imágenes en blanco y negro de ella en el dormitorio. JenniCam en su mejor momento atrajo hasta 4 millones de visitas al día .
En ocasiones, durante los dos primeros años de JenniCam, Ringley realizó stripteases frente a la cámara web. Esto continuó hasta que se produjo un incidente en el que fue descubierta por un grupo de hackers en EFnet que se burlaron de ella para diversión propia. Después de reaccionar con humor a las burlas, JenniCam fue hackeada y Ringley recibió amenazas de muerte. Los piratas informáticos resultaron ser aproximadamente cien, incluyendo un puñado de bromistas adolescentes, pero Ringley después del episodio no volvió a hacer estriptis.
Al comienzo, la cámara tendió a ser desactivada en momentos especialmente privados, pero con el tiempo esta costumbre fue abandonada y fueron capturadas las imágenes de Ringley manteniendo relaciones sexuales.
En mayo de 1997 Ringley se graduó en Dickinson con una Licenciatura en Economía.

### WashingtonD.C.
Cuando Ringley se trasladó a Washington D. C., en 1998, agregó cuatro webcams para cubrir espacios adicionales. Comenzó a cobrar por el acceso a su sitio, habilitando tanto un acceso sin cargo limitado como una opción de pago con actualización frecuente de las imágenes. Añadió más páginas a su sitio web que incluían fotografías de sus gatos y hurones. Su sitio funcionó tan bien que afirmó que se quedaría en casa para ser "diseñadora web" de su sitio.
Como Ringley atrajo a muchos seguidores tanto dentro como fuera de Internet, más de 100 medios de comunicación, desde The Wall Street Journal a Modern Ferret publicaron semblanzas de ella. Ringley poseía varios hurones por lo que Modern Ferret contó con Jenni y una de sus mascotas en la portada. Como actriz, fue elegida en "Rear Windows '98", un episodio de la serie de televisión Diagnosis Murder que retrata a "Joannecam", una versión ficticia de sí misma. Fue también anfitriona de su propio programa de entrevistas de Internet en The Sync, un canal de trasmisión por Internet pionero ubicado en Laurel, Maryland.
El nivel de vida de Ringley mejoró con un apartamento nuevo más grande, muebles costosos y varios viajes de negocios a Ámsterdam con su contador. Afirmó que la experiencia mejoró la imagen de sí misma y de su propio cuerpo. Ringley comenzó a hacer viajes para visitar otras chicas en cámara, entre ellos Ana Voog de Anacam.com.
En la cúspide de su popularidad, se estima que entre tres y cuatro millones de personas vieron JenniCam.org diariamente. Con el tiempo también adquirió el dominio jennicam.com. Apareció el 31 de julio de 1998 como invitada en Late Show with David Letterman. Al final de la entrevista, e incluso después de haber sido corregido una vez, Letterman exhibó el sitio Jennicam.net, en vez de Jennicam.com (Ringley poseía tanto Jennicam.com como Jennicam.org). Los visitantes del previamente inexistente Jennicam.net encontraron un sitio pornográfico con el saludo, "Gracias Dave".
También apareció en The Today Show y World News Tonight With Peter Jennings.

### Sacramento
Cuando Ringley se trasladó a Sacramento, California, documentó el embalaje de sus posesiones con libre streaming en vivo y audio completo. Ringley recibió algunas críticas de los aficionados cuando se involucró con Dex, el novio de otra usuaria de webcam y amiga que ayudó con su mudanza a California.
Ringley cerró su sitio el 31 de diciembre de 2003, citando la nueva política de lucha contra la desnudez de PayPal.

Luego de un breve período como trabajadora de servicios sociales en Sacramento, Ringley trabajó para un desarrollador web. Ya fuera del ojo de su webcam, declaró:
"Realmente estoy disfrutando mi privacidad ahora. No tengo una página web. Es una sensación completamente diferente y creo que lo estoy disfrutando."
En diciembre de 2014 Ringley habló con el podcast "Reply All" acerca de sus experiencias con Jennicam; el podcast señaló que Jenny "está casi totalmente ausente de Internet ... exactamente la medida que le gusta."

## Vida personal
Jen está casada, su apellido es Johnson y ahora es programadora.